# Bangweulusumpene
Bangweulusumpene er en del af det store Bangweulu-bassin på det nordzambianske plateau, som består af Bangweulusøen og et stort omkringliggende vådområde. Bangweulu betyder sted, hvor vandet møder himlen.

## Geografi
Bangweulusumpene er et flodslettelandskab der er omtrent 250 kilometer fra nord til syd og 180 kilometer fra øst til vest. De ligger i tri-grænseregionen i provinserne Luapula, Muchinga og den Northern.
Der løber 17 floder ud i vådområderne der har et afvandingsområde på 190.000 km². Den største af dem er Chambeshi. Andre omfatter Luansenshi, Munilshi, Lwitikila, Lukulu og Lulimala. De afvandes kun af én flod, Luapula, selvom 90% procent af vandet fordamper. I regntiden mellem november og marts bliver området oversvømmet af 1.200 millimeter regn, hvilket får vandstanden til at stige med en til to meter, hvilket udvider området op til 45 kilometer i alle retninger.

## Fauna
Antallet af fugle- og dyrearter overstiger Okawangodeltaet i Botswana. Ud over vilde dyr kan man især se vandfugle, herunder træskonæb, men også flodheste, krokodiller, forskellige arter af antiloper, letjevandbuk, elefanter og leoparder. Bangweulu er udpeget til "Important Bird Area" by BirdLife International. Vådområderne er hjemsted for 400 fuglearter,

## Beskyttede områder
I sumpenes sydvestlige ende ligger Kasanka nationalpark, som drives kommercielt og tilbyder safari. Jagt er tilladt uden for nationalparken. Letjevandbuk kan findes i Bangweulu Game Management Area.
En del af Bangweulusøen blev udpeget som RAMSAR område i 1991, og det blev udvidet fra 2.500 km² til 11.000 km² i 2007, så det omfattede det meste af marsklandet.

## Beboelser
Bangweulusumpene har været beboet siden oldtiden, fordi der fandtes masser af mad. Jagt og landbrug var lige produktive. Efter en oversvømmelseskatastrofe i 1998 var der dog en sultperiode. Miomboskov dominerer i de højere områder, mens papyrus og områder med åbent vand dominerer i de lavere områder.
Jorden er frugtbar, og der er bakker, hvor der er tør jord hele året rundt. Der er ingen veje, og al transport foregår af vandvejene der vedligeholdes af lokalbefolkningen. Der findes hovedsageligt udhulede kanoer til dette formål, de såkaldte bananbåde . Så de bringer deres produkter til Samfya, der er den centrale markedsplads for Bangweulusumpene, hvorfra varerne, især fisk, transporteres videre ind i Copperbeltprovinsen. Denne handel kontrolleres af folk fra Lusaka.
I Bangweulu ligger flere landsbyer, og anslået 50.000-90.000 mennesker er afhængige af vådområderne, hvilket resulterer i konflikter mellem mennesker og dyreliv/naturbeskyttelse. økosystemet er truet af habitatafbrænding til landbrug, overfiskeri, og krybskytter. Den øgede brug af myggeneter til fiskeri har reduceret fiskebestandene i Bangweulu og i hele Zambia. For at bekæmpe disse problemer udviklede African Parks adskillige samfundsprogrammer og virksomhedsprojekter, herunder biavl, bæredygtig fiskeriforvaltning og uddannelse i reproduktiv sundhed. Som følge heraf er krybskytteri og andre ulovlige aktiviteter stort set blevet inddæmmet, og fiskebestandene har formået at komme sig.